# Arepalya, Kunigal
Arepalya là một làng thuộc tehsil Kunigal, huyện Tumkur, bang Karnataka, Ấn Độ.